# The Vicar of Dibley
The Vicar of Dibley is een Britse televisieserie bedacht door Richard Curtis en is geschreven voor actrice Dawn French door Curtis en Paul Mayhew-Archer, met bijdragen van Kit Hesketh-Harvey. The Vicar of Dibley werd uitgezonden tussen 1994 en 2013.
The Vicar of Dibley speelt in een fictief klein dorpje in Oxfordshire genaamd Dibley. Daar is voor het eerst een vrouwelijke predikant benoemd nadat in 1992 in de Anglicaanse Kerk voor het eerst vrouwen tot dit ambt werden toegelaten. Voor de buitenopnames werd het dorpje Turville genomen.

## Rolverdeling
- Dawn French - Ds. Geraldine Granger
- Gary Waldhorn - David Horton voorzitter van het kerkbestuur
- James Fleet - Hugo Horton
- Emma Chambers - Alice Horton (geboren Tinker) koster
- Roger Lloyd Pack - Owen Newitt
- John Bluthal - Frank Pickle
- Trevor Peacock - Jim Trott
- Liz Smith - Letitia Cropley (serie 1 tot de 1996 Pasen special)
- Simon McBurney - Cecil koordirigent (serie 1 tot 2004 Kerst special)
- Patricia Kane - Doris Trott (serie 1)
- Richard Armitage - Harry Jasper Kennedy (2006/07 Kerst specials)

## Themamuziek
De muziek bij de serie werd gecomponeerd door Howard Goodall, de tekst is van Psalm 23. De muziek werd uitgevoerd door het koor van Christ Church Cathedral, Oxford.